# Chone letterstedti
Chone letterstedti är en ringmaskart som först beskrevs av Johan Gustaf Hjalmar Kinberg 1866.  Chone letterstedti ingår i släktet Chone och familjen Sabellidae. Inga underarter finns listade i Catalogue of Life.